# Ludwig Stock (Fußballspieler)
Ludwig Stock (gefallen im Zweiten Weltkrieg) war ein deutscher Fußballspieler.

## Karriere
Stock gehörte dem SV 1860 München an, für den er von 1930 bis 1933 in den vom Süddeutschen Fußball-Verband organisierten Meisterschaften in der Bezirksliga Bayern Punktspiele bestritt. Als Zweitplatzierter der Gruppe Südbayern 1930/31 nahm er mit der Mannschaft in der Gruppe Südost als eine von zwei Gruppen in der Endrunde um die Süddeutsche Meisterschaft teil und ging aus ihr als Sieger hervor. Nachdem das Entscheidungsspiel um den dritten Teilnehmer für die Endrunde um die Deutsche Meisterschaft gegen den FC Phönix Ludwigshafen im Wiederholungsspiel mit 2:1 gewonnen wurde – die erste Begegnung fand beim 3:3 n. V. keinen Sieger – war er als Teilnehmer der Endrunde qualifiziert. Nach den erfolgreichen Spielen im Achtel-, Viertel- und Halbfinale, in denen er mitwirkte, spielte er auch im Finale, das am 14. Juni 1931 in Köln jedoch mit 2:3 gegen Hertha BSC verloren wurde, obwohl seine Mannschaft zur Halbzeit mit 2:1 in Führung gegangen war.
Nachdem Stock mit seiner Mannschaft die Saison 1932/33 die Gruppe Südbayern erneut als Zweitplatzierter hinter dem FC Bayern München abgeschlossen hatte, ging er erneut als Sieger der Gruppe Ost/West als eine von zwei Gruppen in der Endrunde um die Süddeutsche Meisterschaft hervor, verlor jedoch das Endspiel mit 0:1 gegen den FSV Frankfurt, dem Sieger der Gruppe Nord/Süd. Als unterlegener Finalist war seine Mannschaft dennoch für die Endrunde um die Deutsche Meisterschaft qualifiziert. Im Müngersdorfer Stadion von Köln gewann er das am 7. Mai 1933 mit 2:0 gegen den VfL Benrath gewonnene Achtelfinale und im Städtischen Stadion von Nürnberg das am 21. Mai 1933 mit 3:0 gegen den Beuthener SuSV 09 gewonnene Viertelfinale, bevor er im Probstheidaer Stadion das am 28. Mai 1933 ausgetragene Halbfinale gegen den FC Schalke 04 mit 0:4 verlor.

## Erfolge
- Zweiter der Deutschen Meisterschaft 1931
- Zweiter der Süddeutschen Meisterschaft 1933